# 红云街道
红云街道，是中华人民共和国云南省昆明市五华区下辖的一个街道。

## 行政区划
红云街道下辖以下地区：
右营社区、岗头社区、北仓社区、红云社区、霖雨社区、月牙塘社区、幸福家园社区、银河社区、红锦社区和龙锦社区。